# Agua Amarga, San Luis Potosí
Agua Amarga är en ort i Mexiko.   Den ligger i kommunen Santa Catarina och delstaten San Luis Potosí, i den centrala delen av landet, 230 km norr om huvudstaden Mexico City. Agua Amarga ligger 812 meter över havet och antalet invånare är 103.
Terrängen runt Agua Amarga är kuperad åt nordost, men åt sydväst är den bergig. Terrängen runt Agua Amarga sluttar österut. Runt Agua Amarga är det ganska glesbefolkat, med 22 invånare per kvadratkilometer. Närmaste större samhälle är Santa María Acapulco, 2,9 km öster om Agua Amarga. I omgivningarna runt Agua Amarga växer huvudsakligen savannskog.